# Twierdzenie o prawdopodobieństwie całkowitym
Twierdzenie o prawdopodobieństwie całkowitym – w teorii prawdopodobieństwa, twierdzenie pozwalające na obliczanie prawdopodobieństw zdarzeń, które mogą zajść w konsekwencji zajścia innych zdarzeń, takich jak doświadczenia wieloetapowe.

## Twierdzenie
Niech {\displaystyle (\Omega ,{\mathcal {F}},{\mathsf {P}})} będzie przestrzenią probabilistyczną oraz niech
{\displaystyle \{H_{i}\colon i\in I\}\subset {\mathcal {F}}}
będzie rodziną zdarzeń o dodatnim prawdopodobieństwie, które tworzą rozbicie przestrzeni {\displaystyle \Omega ,} tj.
- {\displaystyle H_{i}\cap H_{j}=\varnothing \quad (i,j\in I,i\neq j),}
- {\displaystyle \bigcup _{i\in I}\,H_{i}=\Omega ,}
- {\displaystyle {\mathsf {P}}(H_{i})>0\quad (i\in I).}

Wówczas dla dowolnego zdarzenia {\displaystyle A\in {\mathcal {F}}} zachodzi wzór
{\displaystyle {\mathsf {P}}(A)=\sum _{i\in I}{\mathsf {P}}(A\mid H_{i}){\mathsf {P}}(H_{i}),}
przy czym {\displaystyle {\mathsf {P}}(A\mid H_{i})} oznacza prawdopodobieństwo warunkowe zajścia zdarzenia {\displaystyle A} pod warunkiem zajścia {\displaystyle H_{i}.}
Uwaga. Ze skończoności miary {\displaystyle {\mathsf {P}}} wynika, że rodzina {\displaystyle \{H_{i}\colon i\in I\}} składa się z co najwyżej przeliczalnie wielu zbiorów. Zdarzenia {\displaystyle H_{i}} nazywane są czasem hipotezami.

## Dowód
Korzystając z definicji prawdopodobieństwa warunkowego oraz właściwości samego prawdopodobieństwa, mamy
{\displaystyle {\mathsf {P}}(A)={\mathsf {P}}\left(\bigcup _{i\in I}A\cap H_{i}\right)=\sum _{i\in I}{\mathsf {P}}(A\cap H_{i})=\sum _{i\in I}~{\mathsf {P}}(A\mid H_{i}){\mathsf {P}}(H_{i}).}

## Zastosowania
Typowym zastosowaniem jest sytuacja w której dane zdarzenie może zajść na kilka sposobów, przy czym każdy sposób realizuje się z określonym prawdopodobieństwem. Twierdzenie – zgodnie ze swą nazwą – pozwala obliczyć całkowite prawdopodobieństwo zajścia danego zdarzenia.

### Przykład
Żarówki pewnej marki są produkowane w dwóch fabrykach X i Y. Żarówki z fabryki X działają dłużej niż 5000 godzin w 99% przypadków, żarówki z fabryki Y tylko w 95% przypadków. Fabryka X dostarcza na rynek 60% żarówek tej marki. Jakie jest prawdopodobieństwo, że zakupiona losowo żarówka będzie sprawna dłużej niż 5000 godzin?
Twierdzenie podaje odpowiedź:
{\displaystyle {\mathsf {P}}(A)={\mathsf {P}}(A|B_{1})\cdot {\mathsf {P}}(B_{1})+{\mathsf {P}}(A|B_{2})\cdot {\mathsf {P}}(B_{2})={\frac {99}{100}}\cdot {\frac {6}{10}}+{\frac {95}{100}}\cdot {\frac {4}{10}}={\frac {594+380}{1000}}={\frac {974}{1000}},}
gdzie:
- {\displaystyle {\mathsf {P}}(B_{1})={\frac {6}{10}}} to prawdopodobieństwo zdarzenia, że kupiona żarówka została wyprodukowana w zakładzie X;
- {\displaystyle {\mathsf {P}}(B_{2})={\frac {4}{10}}} to prawdopodobieństwo zdarzenia, że kupiona żarówka została wyprodukowana w zakładzie Y;
- {\displaystyle {\mathsf {P}}(A|B_{1})={\frac {99}{100}}} to prawdopodobieństwo zdarzenia, że żarówka będzie sprawna dłużej niż 5000 godzin pod warunkiem, że pochodzi z zakładu X;
- {\displaystyle {\mathsf {P}}(A|B_{2})={\frac {95}{100}}} to prawdopodobieństwo zdarzenia, że żarówka będzie sprawna dłużej niż 5000 godzin pod warunkiem, że pochodzi z zakładu Y.

Losowo zakupiona żarówka będzie działać dłużej niż 5000 godzin w 97,4% przypadków.

## Twierdzenie o warunkowym prawdopodobieństwie całkowitym

### Teza
Do założeń poprzedniego twierdzenia dodajmy zdarzenie {\displaystyle B\in {\mathcal {F}}} dla którego {\displaystyle P(B)>0.} Zachodzi wtedy wzór:
{\displaystyle {\mathsf {P}}(A|B)=\sum _{i\in I}{\mathsf {P}}(A|B\cap H_{i}){\mathsf {P}}(H_{i}|B).}

### Dowód
Można, jak w poprzednim przypadku, przekształcić prawą stronę, otrzymując w ten sposób lewą, lub też zauważyć, że
{\displaystyle {\mathsf {P}}(\cdot |B)={\mathsf {P}}_{B}(\cdot )}
jest miarą probabilistyczną, a zatem jest więc sens mówić o {\displaystyle {\mathsf {P}}_{B}(A|C),} tj. prawdopodobieństwie zajścia zdarzenia {\displaystyle A} pod warunkiem zajścia zdarzenia {\displaystyle C,} gdy wiemy, że zaszło zdarzenie {\displaystyle B.} Zachodzi równość:
{\displaystyle {\mathsf {P}}_{B}(A|H)={\frac {{\mathsf {P}}_{B}(A\cap H)}{{\mathsf {P}}_{B}(H)}}={\frac {{\mathsf {P}}(A\cap H\cap B)/{\mathsf {P}}(B)}{{\mathsf {P}}(H\cap B)/{\mathsf {P}}(B)}}={\mathsf {P}}(A|H\cap B).}
Twierdzenie to jest więc wzorem na prawdopodobieństwo całkowite dla prawdopodobieństwa {\displaystyle {\mathsf {P}}_{B}(\cdot ).}